# 첩혈강호
《첩혈강호》(중국어: 奪命劍之喋血江湖 Sword of Destiny 2, 2018)는 2018년 공개된 중국의 무협 액션 영화이다.
2018년 7월 27일 중국에서 개봉하였으며, 한국에서는 2022 2월 15일에 개봉하였다. 15세 관람가이고 총 영화의 시간은 68분이다.

## 출연

### 주연
- 명준신 - 단소봉 역
- 유어교 - 왕비연 역
- 공자왈 - 손영 역
- 곽개 - 엽무기 역

### 조연
- 왕자원